# Instrumental hip hop
L'Instrumental hip hop è musica hip hop senza elementi vocali.
L'hip hop generalmente contiene due elementi: una traccia strumentale (detta beat) ed una traccia vocale (detta rap). L'artista che costruisce il beat è il DJ o il beatmaker, mentre chi provvede alla traccia vocale è l'MC. In questa forma, il rap è praticamente sempre il centro della canzone, in quanto maggiormente complesso e vario rispetto ad un più o meno ripetitivo beat.
L'instrumental hip hop include, ma non si limita a, lavori di DJ's e beatmakers che creano musica senza l'accompagnamento dell'MC. Questo formato permette la flessibilità adatta a creazioni maggiormente complesse, strumentali riccamente dettagliate e varie, con meno enfasi sulla voce. Le canzoni di questo genere possono sconfinare in differenti direzioni musicali senza i vincoli vocali del tradizionale hip hop, in particolare verso la musica elettronica.

## Storia
Questo stile di musica divenne popolare a metà ed alla fine degli anni novanta con il lavoro di debutto di DJ Shadow, l'album Endtroducing....., consistente in una combinazione di campionamenti funk, hip hop e colonne sonore. DJ Shadow scelse di definire la sua musica come cinematic hip hop.
L'instrumental hip hop deve essere ancora pienamente riconosciuto come genere a sé stante, ed è ancora spesso aggregato al trip hop ed all'elettronica.

## Artisti di Instrumental hip hop
- J Dilla
- DJ Krush
- MF Doom
- Madlib
- Pete Rock
- DJ Shadow
- Four Tet
- Luke Vibert